# Australische slijkekster
De Australische slijkekster  (Grallina cyanoleuca) is een opvallende, middelgrote vogel in Australië, Nieuw Guinea en Timor. De vogel heeft zich ook aangepast aan het stedelijk milieu. De vogel heet slijkekster omdat hij lijkt op een ekster en omdat hij zijn nest maakt met behulp van modder (slijk).

## Kenmerken
De volwassen vogel is ongeveer 29 cm lang, ongeveer zo groot als een merel. Het is in Australië een gewone vogel. Mannetje en vrouwtje lijken op afstand sterk op elkaar, maar er zijn verschillen in het zwart-witpatroon. Het vrouwtje heeft wit op de keel, waar het mannetje zwart is. Bovendien heeft het mannetje een duidelijke, vrij brede, witte wenkbrauwstreep. Hij heeft een luide, fluitende roep van 5 klanken.

## Gedrag
Het voedsel van de vogel is voornamelijk dierlijk. De vogel heeft een groot aanpassingsvermogen en komt voor in een groot aantal typen van leefgebieden als er maar wat kale, modderige stukjes grond aanwezig zijn en een boom om in te nestelen. Het nest is een kom met een middellijn van 14 cm, met opstaande randen van gras, ander plantenmateriaal, veren en haren aan elkaar geplakt met modder. Dit nest wordt gemaakt op het horizontale dikke tak of op een telefoonpaal of andere kunstmatige structuren meestal in de buurt van water.
De vogels verdedigen hun territorium zeer fanatiek, ook tegen veel grotere vogels zoals Australische raaf en kookaburra.
Nestelende vogels kunnen overlast veroorzaken, maar zijn in Australië beschermd. Nesten mogen alleen verwijderd worden na overleg met de plaatselijke afdeling natuur- en milieuzaken.

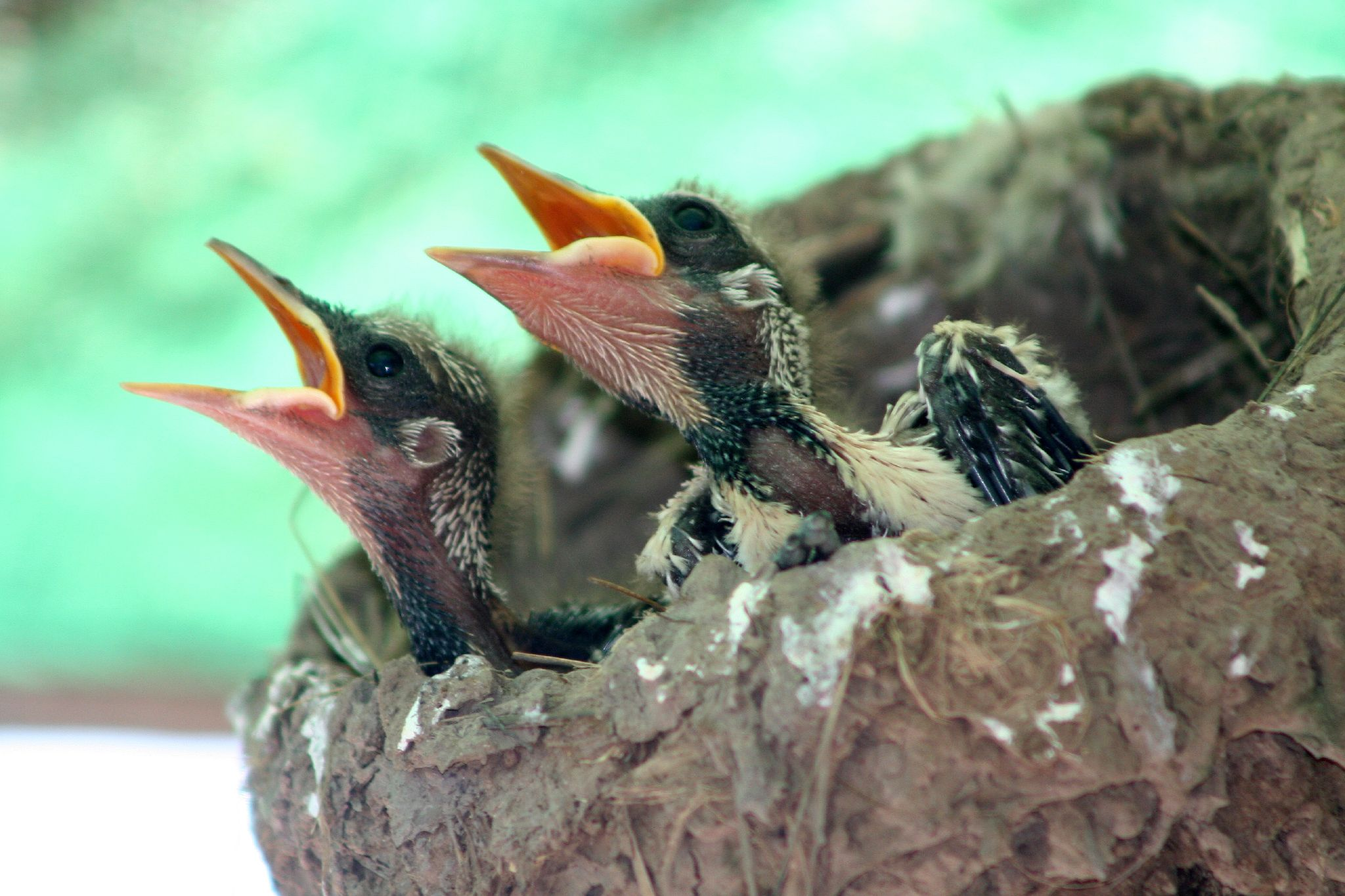
Nest met jongen

## Verspreiding en leefgebied
De Australische slijkekster komt voor door heel Australië (behalve Tasmanië), het zuidelijke deel van Nieuw Guinea en Timor. De vogel mijdt alleen dichte bossen of zeer droge gebieden.
De soort telt twee ondersoorten:
- G. c. cyanoleuca: noordelijk Australië.
- G. c. neglecta: westelijk, centraal, oostelijk en zuidelijk Australië.

## Status
Het is een zeer algemeen voorkomende vogel die mogelijk in aantal toeneemt en daarom als niet bedreigd op de Rode Lijst van de IUCN staat.

## Taxonomie
De vogel is niet direct verwant aan de ekster of andere soorten kraaien, maar behoort wel tot de clade Corvoidea. In de vorige eeuw werd de Australische slijkekster ingedeeld bij de Drongo's (familie Dicruridae) of binnen een eigen familie, de Grallinidea. Uit immunologisch onderzoek in de jaren 1990 bleek al dat deze vogels meer verwant waren aan soorten uit de familie monarchen (Monarchidae). Sinds 2008 is deze indeling gebruikelijk.